# Монтекијаруголо
Монтекијаруголо (итал. Montechiarugolo) је насеље у Италији у округу Парма, региону Емилија-Ромања.
Према процени из 2011. у насељу је живело 342 становника. Насеље се налази на надморској висини од 127 м.

## Становништво
Према резултатима пописа становништва 2011. у општини је живело 10.482 становника.
| 1951. | 1961. | 1971. | 1981. | 1991. | 2001. | 2011.  |
| ----- | ----- | ----- | ----- | ----- | ----- | ------ |
| 6.802 | 6.082 | 6.375 | 7.769 | 8.326 | 8.903 | 10.482 |